# ガープス・サイバーパンク
ガープス・サイバーパンク（英: GURPS Cyberpunk）はウィリアム・ギブスンが描くニューロマンサーのような近未来ディストピアのサイバーパンクをテーマとしたテーブルトークRPGの設定のジャンルツールキット( genre toolkit )。初版 の主要なソースブックはLoyd Blankenshipが書き、広範な ガープス (第3版)の 汎用RPGシステムの一部として1990年にスティーブ・ジャクソン・ゲームズが出版した。日本語訳版(『ガープス・サイバーパンク―汎用RPGハイパーテクノロジーガイド』はグループSNEによる翻訳で1996年12月に角川スニーカー・G文庫から発売された。
1993年、GURPS Cyberpunk Adventures──ガープス・サイバーパンク の3つのRPGシナリオのコレクション──は Best Roleplaying Adventure of 1992 でオリジン賞を受賞した。

## ソースブック
以下に詳細に示された主な章のほかにガープス・サイバーパンクの原書( GURPS Cyberpunk )は 共通の サイバーパンク用語 を集めた1ページ分の用語集、索引、短編小説、コミックブック、グラフィックノベル、雑誌、電子ニュースレター、映画、テレビのタイトルなど関連書籍を載せた2ページ分の参考文献を含む。日本語訳版『ガープス・サイバーパンク』には、巻末にゲームに役立つデータをまとめたチャートが載っているのみで、そのような情報は一切翻訳されていない。
キャラクターこの章では多くのキャラクターに共通しているタイプ (2,3例をあげると、ネットランナー、 コーポレイト(Corp, Corporate)、警察官、セレブリティ(Celebrity)) 技能、有利な特徴、不利な特徴などを説明している。仕事の報酬や負担についてガイドラインも提供する。
サイバー装備(Cyberwear)人工四肢、武器を体内に埋め込むインプラント、生体モニター(biomonitor)、人工エラ(gill)、さまざまな感覚器官、サイバー脳(mental implant)、ニューラルインタフェースなどバイオニクスによるサイバー化装備の説明とルール。
一般装備(Technology & Equipment)燃料電池などの燃料パック(power cell)、武器、アーマー、通信機器、乗り物、工具、保安システム、医療機器、ドラッグなど近未来ガジェットの一覧。
ネットランニング(Netrunning)この書籍の中でもっとも長い部分でニューラルインタフェースを通してのみアクセス可能なファンタスティックなサイバースペースと同様にリアルなコンピュータネットワークのルールを詳しく説明している。 ネット で見つけることができるシステムのタイプが何か、キャラクターはそこでどうやってアクションを起こして(かつ、戦って)いるかを詳細に説明する。
World Designゲームマスター独自のサイバーパンクの背景世界を設計するためのガイドラインを提供する。
サイバーパンクの冒険(Campaigning)ゲームマスターのために長い冒険でゲームを運用する方法を説明している。

## “アメリカ合衆国シークレットサービスによって押収された書籍”
原書の GURPS Cyberpunk はアメリカ合衆国テキサス州オースティンのスティーブ・ジャクソン・ゲームズの本社が1990年にアメリカ合衆国シークレットサービスによって強制捜査を受けたときにその名を馳せた。当局は、"コンピュータ犯罪のハンドブック"であるとしてまだ開発の段階の GURPS Cyberpunk のソースブックの原稿を押収した。この強制捜査はスティーブ・ジャクソン・ゲームズと電子フロンティア財団が異なる主張をしたにもかかわらず、違法なコンピュータハッキング活動(‘illegal computer hacking activities’)の全国的な厳重取締りを行ったサンデヴィル作戦によるものと考えられている。 

## 書籍
- GURPS Cyberpunk [1] - 『ガープス・サイバーパンク』[2]の原書。
- GURPS Cyberpunk Adventures (David L. Pulver, Jak Koke, Tim Keating著、スティーブ・ジャクソン・ゲームズ、 1995年8月、ISBN 1-55634-225-X) - GURPS Cyberpunk のサプリメント。
- GURPS Cyberworld (Paul Hume著、スティーブ・ジャクソン・ゲームズ、 1994年3月、ISBN 1-55634-235-7 - GURPS Cyberpunk 向けサプリメント。
- 『ガープス・サイバーパンク―汎用RPGハイパーテクノロジーガイド』[2] - GURPS Cyberpunk の日本語訳版。